# Joseph Blackburne
Joseph Henry Blackburne (Manchester, 10 dicembre 1841 – Manchester, 1º settembre 1924) è stato uno scacchista britannico.
Blackburne fu uno dei più forti giocatori inglesi della seconda metà dell'Ottocento, noto anche per la grandissima abilità nel giocare alla cieca. Era soprannominato "Black Death" (la morte nera) per lo stile di gioco combinativo e aggressivo, che lo portava spesso a prevalere rapidamente sui giocatori di livello inferiore.

## Carriera
Iniziò a giocare a scacchi solo all'età di 18-19 anni, in seguito alla tournée europea di Paul Morphy, che fece all'epoca molto clamore. Secondo il grande maestro americano Reuben Fine partecipò a una simultanea alla cieca di Morphy e nel giro di un mese era già in grado di giocare egli stesso alla cieca contro dieci avversari contemporaneamente.

### Principali risultati
Nel 1862, solo due anni dopo aver iniziato a giocare a scacchi, partecipò al forte torneo di Londra 1862 e terminò al nono e ultimo posto, ma batté il futuro campione del mondo Wilhelm Steinitz nell'incontro diretto. Nel 1868 vinse il campionato britannico, sconfiggendo in un match il detentore del titolo Cecil Valentine De Vere, dopodiché venne considerato il più forte giocatore inglese. Nel 1870 ottenne il primo importante successo, classificandosi pari terzo con Gustav Neumann dietro al vincitore Adolf Anderssen e a Steinitz, ma davanti a giocatori del calibro di Louis Paulsen, Simon Winawer e Samuel Rosenthal.
Diventò un giocatore professionista e partecipò ad almeno un forte torneo all'anno nel periodo 1870-1899. Si esibì in molte simultanee alla cieca in varie città inglesi e persino, nel 1885, in Australia e Nuova Zelanda. Giocò fino a 16 partite in contemporanea alla cieca. In questa specialità fu forse superato nell'Ottocento solo da Paul Morphy e da Harry Nelson Pillsbury. Nel 1873 fu pari primo con Steinitz nel torneo di Vienna, ma perse il match di play-off. Altri importanti risultati furono: 1º a Londra 1876 con 10/11, davanti a Johannes Zukertort, =2º ad Amburgo 1885 (vinse Isidor Gunsberg), =2º a Francoforte 1887 (vinse George Mackenzie). Successivamente i suoi risultati declinarono, ma continuò a giocare in forti tornei fino ad età avanzata (partecipò a 63 anni al fortissimo torneo di San Pietroburgo 1914).
Nei match Blackburne era meno forte: perse molto nettamente con Steinitz nel 1872 (+1 -7 =2) e nel 1876 (+0 -7 =0), perse con Zukertort nel 1881 (+2 -7 =5), con cui però vinse nel 1887 (+5 -1 =7). Con Gunsberg vinse nel 1881 (+7 -4 =3) e perse nel 1887 (+2 -5 =6). Noto per essere un forte bevitore, si dice che a causa di questo in alcune simultanee abbia perfino alzato le mani sugli avversari. Si sposò due volte e dalla seconda moglie, Mary Fox, ebbe il figlio Julius.
Una variante minore di apertura, il Gambetto Blackburne-Shilling (1. e4 e5 2. Cf3 Cc6 3. Ac4 Cd4?!) prende anche il suo nome; pur essendo scorretto, lo impiegava nelle simultanee per vincere rapidamente con i principianti per le trappole che nasconde.